# Michael Battistini
Michael Battistini (8 ottobre 1996) è un calciatore sammarinese, centrocampista della Libertas e della nazionale sammarinese.

## Carriera

### Club
Inizia a giocare a calcio a 5 anni nelle giovanili della Juvenes/Dogana, squadra del suo paese.
Dai 12 anni ha proseguito le giovanili nella federazione sammarinese giuoco calcio.
A luglio 2014 va a giocare nel campionato di promozione con il Real Miramare. Nella stagione successiva 2015-2016 centrocampista presso il Cattolica nel campionato di eccellenza.
Ha esordito nel campionato sammarinese con la Juvenes/Dogana nella stagione 2016-2017.
Nella stagione 2017-2018 ha disputato nel campionato di promozione con il Torconca.
A luglio 2018 è tornato nel campionato sammarinese con la A.C.Libertas per poi trasferirsi la stagione successiva 2019-2020 presso la società Tre Penne fino alla stagione 2023-2024. Per la stagione 2024-2025 è tornato con la A.C.Libertas. 

### Nazionale
Dopo aver giocato con la Nazionale Under-17 e Under-19, esordisce con l'Under-21 il 3 giugno 2015 nella partita di qualificazione agli Europei 2017 contro la Georgia (0-3).
Il 19 marzo 2017 ha esordito con la nazionale maggiore nell'amichevole persa per 2-0 contro la Moldova.

## Statistiche

### Cronologia presenze e reti in nazionale
| Cronologia completa delle presenze e delle reti in nazionale ― San Marino | Cronologia completa delle presenze e delle reti in nazionale ― San Marino | Cronologia completa delle presenze e delle reti in nazionale ― San Marino | Cronologia completa delle presenze e delle reti in nazionale ― San Marino | Cronologia completa delle presenze e delle reti in nazionale ― San Marino | Cronologia completa delle presenze e delle reti in nazionale ― San Marino | Cronologia completa delle presenze e delle reti in nazionale ― San Marino | Cronologia completa delle presenze e delle reti in nazionale ― San Marino |
| Data                                                                      | Città                                                                     | In casa                                                                   | Risultato                                                                 | Ospiti                                                                    | Competizione                                                              | Reti                                                                      | Note                                                                      |
| ------------------------------------------------------------------------- | ------------------------------------------------------------------------- | ------------------------------------------------------------------------- | ------------------------------------------------------------------------- | ------------------------------------------------------------------------- | ------------------------------------------------------------------------- | ------------------------------------------------------------------------- | ------------------------------------------------------------------------- |
| 19-3-2017                                                                 | San Marino                                                                | San Marino                                                                | 0 – 2                                                                     | Moldavia                                                                  | Amichevole                                                                | -                                                                         | 46’                                                                       |
| 26-3-2017                                                                 | San Marino                                                                | San Marino                                                                | 0 – 6                                                                     | Rep. Ceca                                                                 | Qual. Mondiali 2018                                                       | -                                                                         | 90+1’                                                                     |
| 1-9-2017                                                                  | San Marino                                                                | San Marino                                                                | 0 – 3                                                                     | Irlanda del Nord                                                          | Qual. Mondiali 2018                                                       | -                                                                         |                                                                           |
| 11-6-2019                                                                 | Astana                                                                    | Kazakistan                                                                | 4 – 0                                                                     | San Marino                                                                | Qual. Euro 2020                                                           | -                                                                         | 46’                                                                       |
| 7-10-2020                                                                 | Lubiana                                                                   | Slovenia                                                                  | 4 – 0                                                                     | San Marino                                                                | Amichevole                                                                | -                                                                         |                                                                           |
| 11-11-2020                                                                | Serravalle                                                                | San Marino                                                                | 0 – 3                                                                     | Lettonia                                                                  | Amichevole                                                                | -                                                                         | 74’                                                                       |
| 25-3-2021                                                                 | Londra                                                                    | Inghilterra                                                               | 5 – 0                                                                     | San Marino                                                                | Qual. Mondiali 2022                                                       | -                                                                         | 71’                                                                       |
| 8-9-2021                                                                  | Tirana                                                                    | Albania                                                                   | 5 – 0                                                                     | San Marino                                                                | Qual. Mondiali 2022                                                       | -                                                                         | 75’                                                                       |
| 25-3-2022                                                                 | Serravalle                                                                | San Marino                                                                | 1 – 2                                                                     | Lituania                                                                  | Amichevole                                                                | -                                                                         | 80’                                                                       |
| 28-3-2022                                                                 | San Pedro del Pinatar                                                     | Capo Verde                                                                | 2 – 0                                                                     | San Marino                                                                | Amichevole                                                                | -                                                                         | 33’                                                                       |
| 2-6-2022                                                                  | Tallinn                                                                   | Estonia                                                                   | 2 – 0                                                                     | San Marino                                                                | UEFA Nations League 2022-2023 - 1º turno                                  | -                                                                         |                                                                           |
| 5-6-2022                                                                  | Serravalle                                                                | San Marino                                                                | 0 – 2                                                                     | Malta                                                                     | UEFA Nations League 2022-2023 - 1º turno                                  | -                                                                         | 85’                                                                       |
| 9-6-2022                                                                  | Serravalle                                                                | San Marino                                                                | 0 – 1                                                                     | Islanda                                                                   | Amichevole                                                                | -                                                                         | 46’                                                                       |
| 12-6-2022                                                                 | Ta' Qali                                                                  | Malta                                                                     | 1 – 0                                                                     | San Marino                                                                | UEFA Nations League 2022-2023 - 1º turno                                  | -                                                                         | 86’                                                                       |
| 21-9-2022                                                                 | Serravalle                                                                | San Marino                                                                | 0 – 0                                                                     | Seychelles                                                                | Amichevole                                                                | -                                                                         | 36’                                                                       |
| 26-9-2022                                                                 | Serravalle                                                                | San Marino                                                                | 0 – 4                                                                     | Estonia                                                                   | UEFA Nations League 2022-2023 - 1º turno                                  | -                                                                         | 47’ 65’                                                                   |
| 23-3-2023                                                                 | Serravalle                                                                | San Marino                                                                | 0 – 2                                                                     | Irlanda del Nord                                                          | Qual. Euro 2024                                                           | -                                                                         | 60’                                                                       |
| 26-3-2023                                                                 | Lubiana                                                                   | Slovenia                                                                  | 2 – 0                                                                     | San Marino                                                                | Qual. Euro 2024                                                           | -                                                                         |                                                                           |
| 16-6-2023                                                                 | Parma                                                                     | San Marino                                                                | 0 – 3                                                                     | Kazakistan                                                                | Qual. Euro 2024                                                           | -                                                                         | 80’                                                                       |
| 19-6-2023                                                                 | Helsinki                                                                  | Finlandia                                                                 | 6 – 0                                                                     | San Marino                                                                | Qual. Euro 2024                                                           | -                                                                         | 78’                                                                       |
| 10-9-2023                                                                 | Serravalle                                                                | San Marino                                                                | 0 – 4                                                                     | Slovenia                                                                  | Qual. Euro 2024                                                           | -                                                                         | 74’                                                                       |
| 17-10-2023                                                                | Serravalle                                                                | San Marino                                                                | 1 – 2                                                                     | Danimarca                                                                 | Qual. Euro 2024                                                           | -                                                                         | 55’                                                                       |
| 5-6-2024                                                                  | Wiener Neustadt                                                           | Slovacchia                                                                | 4 – 0                                                                     | San Marino                                                                | Amichevole                                                                | -                                                                         | 62’                                                                       |
| 11-6-2024                                                                 | Serravalle                                                                | San Marino                                                                | 1 – 4                                                                     | Cipro                                                                     | Amichevole                                                                | -                                                                         |                                                                           |
| 5-9-2024                                                                  | Serravalle                                                                | San Marino                                                                | 1 – 0                                                                     | Liechtenstein                                                             | UEFA Nations League 2024-2025 - 1º turno                                  | -                                                                         | 62’                                                                       |
| 10-9-2024                                                                 | Chișinău                                                                  | Moldavia                                                                  | 1 – 0                                                                     | San Marino                                                                | Amichevole                                                                | -                                                                         | 61’ 90+4’                                                                 |
| 10-10-2024                                                                | Gibilterra                                                                | Gibilterra                                                                | 1 – 0                                                                     | San Marino                                                                | UEFA Nations League 2024-2025 - 1º turno                                  | -                                                                         | 62’                                                                       |
| 18-11-2024                                                                | Vaduz                                                                     | Liechtenstein                                                             | 1 – 3                                                                     | San Marino                                                                | UEFA Nations League 2024-2025 - 1º turno                                  | -                                                                         | 87’                                                                       |
| Totale                                                                    |                                                                           | Presenze                                                                  | 28                                                                        |                                                                           | Reti                                                                      | 0                                                                         |                                                                           |

## Palmarès

### Individuale
- Golden Boy: 1

2017